# 里帰り
里帰り（さとがえり）は、妻が結婚後 初めて実家に帰ることである。当然実家に帰ったのちは、婚家に戻る。
伝統的風習の一形式としては、結婚ののち3日目、また5日目に夫が妻を妻の実家まで送り、夫は婚家に帰り、妻は自分の実家に宿泊し、翌日、妻の母が妻を夫のいる婚家に送り届けるいうふうであった。
また、一般に、妻が実家に一時的に帰ることをいう。
近年では、出産のかたちのひとつ「里帰り出産」として連語として用いられることが多い。